# 賈漢復
賈漢復（1605年—1677年），字腾侯，号静庵，汉军正蓝旗人。山西曲沃安吉人。 

## 生平
明朝末年隨陕西总督孙传庭與李自成战郏鄏（在今河南洛阳西），保潼关。擔任淮安副将，清顺治二年投降清軍，隶正蓝旗汉军。顺治十四年为河南巡抚。聘用沈荃纂修顺治《河南通志》。康熙元年以兵部尚书出任陕西巡抚。康熙年间任兵部尚书，总制川陕。
在京师弓弦胡同有“半畝園”（由戏曲家李渔设计）。

## 家庭
- 女贾佳氏，原配嫁護軍統領、正蓝旗宗室塞楞額（胞弟诗人、已革勤郡王蘊端，父和碩安和親王岳樂）。

1. ↑  载《陕西通志：文职》。